# Thomas Cromwell (juge)
Ne doit pas être confondu avec Thomas Cromwell.
Thomas Albert Cromwell est un ancien juge de la Cour suprême du Canada, né le 5 mai 1952 à Kingston, Ontario (Canada). Il a été juge puîné de 2008 à 2016. Il a été nommé à ce poste par le Premier ministre conservateur Stephen Harper.

## Distinctions
- 2017 : Compagnon de l'ordre du Canada[1]